# Bus à haut niveau de service de Pau
Pour les articles homonymes, voir Fébus (homonymie).
Fébus est le nom du bus à haut niveau de service de l'agglomération paloise, fonctionnant à l'hydrogène. Il fait partie intégrante du réseau de bus Idelis. La ligne est entrée en service le 8 juillet 2019.

Plan de la ligne.

## Histoire
La première ligne (ligne F) est entrée en service le 8 juillet 2019. Les premiers mois d'exploitation de la ligne se sont fait à l'aide de bus classiques du réseau Idelis, que ce soit des standards ou des articulés.
Les 8 bus à hydrogène Van Hool sont entrés en service le 17 décembre 2019.
La ligne a été officiellement inaugurée le 14 janvier 2020 en présence d'Emmanuel Macron.

## Tracé et stations

### Tracé
Traversant la ville du Nord au Sud et passant par le centre-ville, Fébus est la « colonne vertébrale » du réseau Idelis. Grâce à des couloirs réservés, la priorité aux feux et aux carrefours, Fébus ne subit pas les ralentissements de la circulation et maintient ainsi une vitesse, une fréquence, une régularité et un temps de trajet plus prévisible qui permet d'améliorer les déplacements.
Fébus mise aussi sur l'information aux voyageurs dans les bus, les stations, mais aussi sur les téléphones mobiles via une future page internet dédiée. Elle mise également sur le confort et l'accessibilité.
L'espace de partage entre les bus, voitures et piétons est également étudié. Toute la voirie a été réaménagée pour pouvoir permettre à chacun de circuler librement avec un plan de circulation simplifié et apaisé.
Paradoxalement, en centre-ville, le Fébus est inclus dans le reste de la circulation automobile, affectant sa vitesse commerciale.

#### Itinéraire
Fébus traverse la ville du Nord au Sud allant de l'hôpital François-Mitterrand à la Gare de Pau. On trouve sur son trajet de six kilomètres les lycées Saint-John-Perse et Louis Barthou, le centre commercial Tempo (avec l'enseigne E.Leclerc), l'UPPA, les Halles de Pau, le cours Bosquet et le Palais Beaumont. Le temps de trajet moyen est d'environ dix-huit minutes.

### Stations

#### Liste des stations
|   |   |   |   |   | Station                        | Lat/Long                    | Communes | Correspondances |
| - | - | - | - | - | ------------------------------ | --------------------------- | -------- | --- |
|   |   | ■ |   |   | Hôpital François Mitterrand    | 43° 19′ 33″ N, 0° 20′ 49″ O | Pau      | |
|   |   | • |   |   | Cliniques                      | 43° 19′ 25″ N, 0° 20′ 52″ O | Pau      | (160 places) |
|   |   | • |   |   | Buros - Le Hameau              | 43° 19′ 19″ N, 0° 20′ 47″ O | Pau      | |
|   |   | • |   |   | Boulevard de la Paix           | 43° 19′ 13″ N, 0° 21′ 07″ O | Pau      | |
|   |   | • |   |   | Catherine de Bourbon           | 43° 19′ 15″ N, 0° 21′ 33″ O | Pau      | (300 places) |
|   |   | • |   |   | Condorcet - Université         | 43° 18′ 59″ N, 0° 21′ 40″ O | Pau      | Ligne 10 · Ligne 12 · Ligne 13 |
|   |   | • |   |   | Tourasse - Cité Administrative | 43° 18′ 36″ N, 0° 21′ 48″ O | Pau      | Ligne 10 · Ligne 13 |
|   |   | ■ |   |   | Saragosse                      | 43° 18′ 20″ N, 0° 22′ 00″ O | Pau      | |
|   |   |   | • | ↾ | Alliés - Alsace-Lorraine       | 43° 18′ 14″ N, 0° 22′ 03″ O | Pau      | Ligne T1 · Ligne T4 · Ligne 5 · Ligne 6 · Ligne 10 · Ligne 16 · Ligne A |
| ⇃ | • |   |   |   | Place du Foirail               | 43° 18′ 10″ N, 0° 22′ 07″ O | Pau      | Ligne T1 · Ligne T4 · Ligne 5 · Ligne 6 · Ligne 10 · Ligne A |
|   |   | ■ |   |   | Les Halles - Despourrins       | 43° 18′ 00″ N, 0° 22′ 01″ O | Pau      | Ligne 6 · Ligne 10 · Ligne 16 · Ligne A · Ligne B · Ligne C · Ligne D |
|   |   | • |   |   | Place d'Espagne - Bosquet      | 43° 17′ 54″ N, 0° 22′ 00″ O | Pau      | Ligne T2 · Ligne T3 · Ligne 6 · Ligne 7 · Ligne 8 · Ligne 9 · Ligne 10 · Ligne 11 · Ligne 16 · Ligne 17 · Ligne A · Ligne B · Ligne C · Ligne D · Ligne 520 · Ligne 521 · Ligne 524 · Ligne 533 · Ligne 534 · Ligne 535 |
|   |   | • |   |   | Barthou - Beaumont             | 43° 17′ 41″ N, 0° 21′ 56″ O | Pau      | Ligne T1 · Ligne 5 · Ligne 8 · Ligne 9 · Ligne 11 · Ligne 521 · Ligne 524 · Ligne 530 · Ligne 531 · Ligne 534 · Ligne 535                                                                                               |
|   |   | • |   |   | Gare de Pau                    | 43° 17′ 31″ N, 0° 22′ 09″ O | Pau      | Ligne T1 · Ligne 5 · Ligne 9 · Ligne 11 · Ligne 521 · Ligne 524 · Ligne 530 · Ligne 531 · Ligne 534 · Ligne 535 |

Les stations en gras servent de départ ou de terminus.

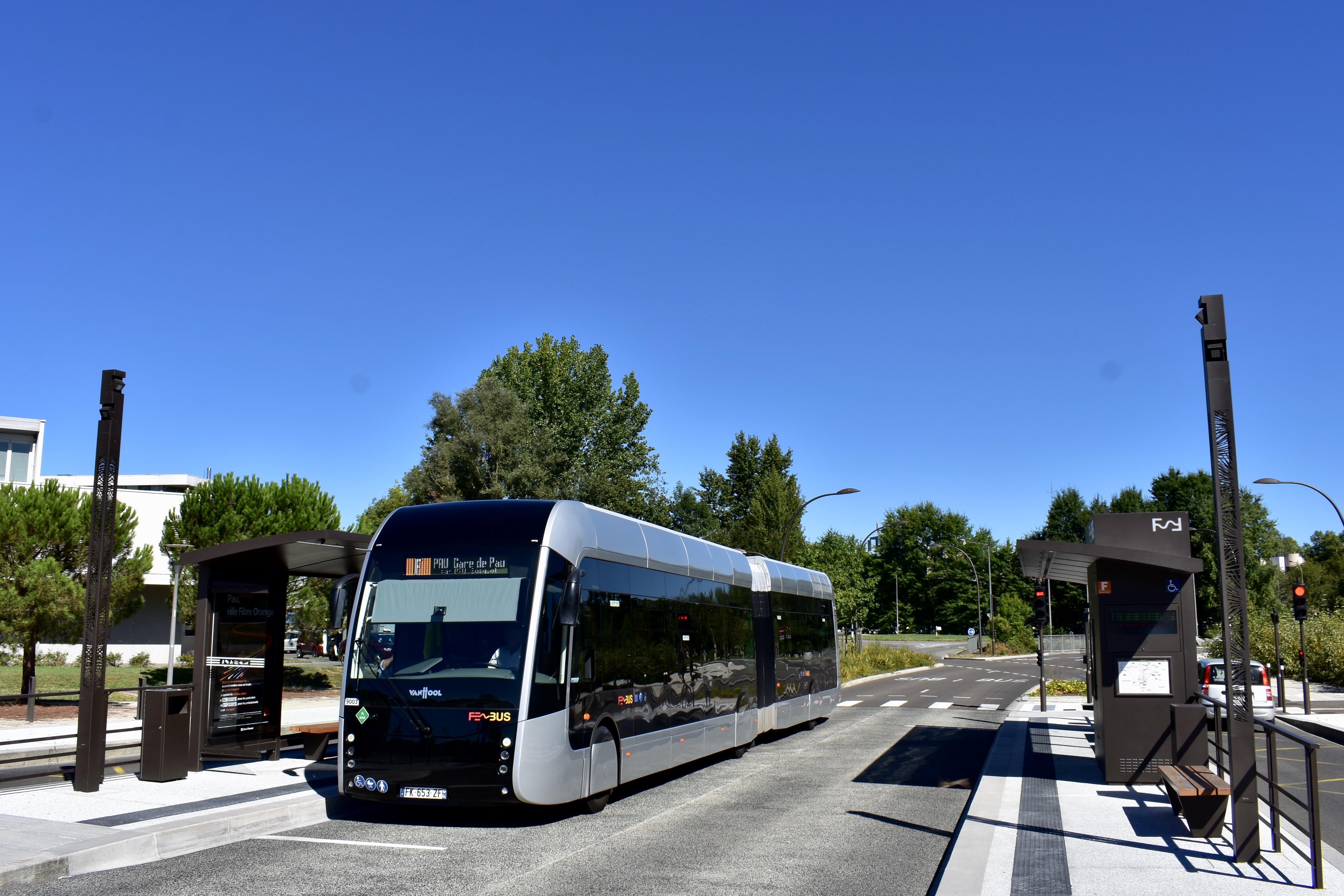
Station Cliniques

#### Aménagement des stations
Fébus bénéficie de 14 stations uniques plus équipées que les arrêts de bus classiques du réseau Idelis. Ces stations sont équipées de Distributeurs Automatiques de Tickets (DAT) permettant d'acheter des tickets à l'unité ou différents abonnements. Elles sont toutes équipées d'un tableau de départ indiquant les arrivées des prochains bus en temps réel et sont sous vidéosurveillance.

## Bus

### Matériel roulant
Le syndicat mixte des transports urbains Pau Porte des Pyrénées a choisi l'hydrogène comme carburant. C'est la première ligne de bus au monde équipée de véhicules de 18 mètres dotés d’un moteur à hydrogène. Cette technologie correspond aux objectifs de la loi sur la transition énergétique et ceux de la conférence de Paris de 2015 sur les changements climatiques (COP21).
L’hydrogène est une énergie n'émettant aucune émission toxique, seule de l'eau est rejetée. La ligne est exploitée à l'aide de 8 "Van Hool ExquiCity 18" (6 en service et 2 en réserve).
Le remisage des véhicules est effectué au dépôt situé avenue Larribau à Pau devant le centre scientifique Total. Il est desservi par la ligne T1 et T3 aux arrêts Centre scientifique Total et STAP - Idelis.
Pour l'occasion, le dépôt a été agrandi pour accueillir ces nouveaux véhicules.

### Équipements
Les 8 bus pouvant accueillir chacun 125 personnes ont été designé par Julien Gaubert. Ils possèdent chacun 32 places assises avec des sièges en cuir. Les bus sont équipés de 4 portes coulissantes, de grandes fenêtres, de prises USB et de caméras de vidéosurveillance.

## Exploitation

### Priorité des bus aux carrefours à feux
Lorsque Fébus arrive à un feu il est tout de suite détecté et les feux tricolores des autres véhicules passent au rouge afin de laisser la priorité au BHNS. Cela lui permet d'être plus efficace et de relier la gare à l'hôpital en seulement 18 minutes.

### Tarification et financement
La tarification de la ligne est identique à celle du réseau Idelis classique et accessible avec les mêmes abonnements.
Le financement du fonctionnement de la ligne (entretien, matériel et charges de personnel), est assuré par le Syndicat mixte des transports urbains Pau-Porte des Pyrénées. Cependant, les tarifs des billets et abonnements dont le montant est limité par décision politique ne couvrent pas les frais réels de transport. Le manque à gagner est compensé par l'autorité organisatrice, le Syndicat mixte. Elle définit les conditions générales d'exploitation ainsi que la durée et la fréquence des services. L'équilibre financier du fonctionnement est assuré par une dotation globale annuelle à la SPL STAP grâce au versement transport payé par les entreprises.

### Trafic
Fébus dispose d'une voie propre sur 85% de son trajet.

## Récompenses
Fébus a été récompensé par de nombreux prix, 5 au total, notamment pour son énergie propre.
- Trophée de la Transition Énergétique 2018 : Fébus a remporté le prix "Transports durables" des Trophées de la transition énergétique 2018[8].
- Grand Award Bus 2019 : en compétition avec 11 autres bus, Fébus s'est vu attribuer en octobre 2019 le premier prix du salon international Busworld Europe, à Bruxelles[9].
- Ecology Label 2019 : en octobre 2019 au salon international Busworld Europe, Fébus a obtenu en plus du prix de meilleur bus 2019 le prix de meilleur bus écologique 2019[9].
- Marianne d'Or du Développement Durable : Fébus a été récompensé le 30 novembre 2019 avec 17 autres projets par une Marianne d'Or[10].
- Hydrogénie : Le BHNS a remporté le 20 janvier 2020 le prix Hydrogénie dans la catégorie "Service de transport aux voyageurs"[11].

## Coût du projet
Fébus a coûté au total 74 millions d'euros. Une partie a été subventionnée par plusieurs acteurs publics à hauteur de 17,7 millions d'euros. Les bus ont coûté 13 millions d'euros, le coût des travaux s'élève lui à 55 millions d'euros et le reste de l'enveloppe (6 millions d'euros) est constitué de «coûts annexes» comme la station à hydrogène. Le reste est financé par le versement transport via Pau Béarn Pyrénées Mobilités.